# Fernanda Pereyra
Pour les articles homonymes, voir Pereyra.
Fernanda Pereyra, née le 20 juin 1991 à San Juan, est une joueuse de beach-volley argentine.
Elle est médaillée d'argent aux Jeux panaméricains de 2019 à Lima avec Ana Gallay.